# 1943 en sport
Cet article présente les faits marquants de l'année 1943 en sport.

## Baseball
- Les New York Yankees remportent les World Series face aux Saint Louis Cardinals.
- En World Series noires le Homestead Grays (NNL) s'imposent par 4 victoires à 3 face aux Birmingham Black Barons (NAL).

## Basket-ball
- FC Grenoble champion de France chez les hommes tandis que c'est Nice Cavigal 06 qui l'emporte chez les féminines.

## Boxe
- 5 février : le boxeur Sugar Ray Robinson subit sa première défaite contre Jake LaMotta aux points.

## Cyclisme
- Le Belge Marcel Kint s'impose sur le Paris-Roubaix.

## Football
- 22 mai : l'Olympique de Marseille remporte la Coupe de France face aux Girondins ASP, 4-0.
- Dresdner SC champion d'Allemagne.
- Athletic Bilbao champion d'Espagne.
- Torino champion d'Italie.
- France :

R.C. Lens, Champion de France 1942-1943 Groupe Nord
Toulouse F.C., Champion de France 1942-1943 Groupe Sud
- - Article détaillé : 1943 en football

## Football américain
- 26 décembre : Chicago Bears champion de la National Football League. Article détaillé : Saison NFL 1943.

## Football canadien
- Coupe Grey : Flying Wildcats de Hamilton 23, Winnipeg RCAF Bombers 14.

## Hockey sur glace
- Les Red Wings de Détroit remportent la Coupe Stanley.
- Le HC Davos est champion de Suisse.

## Rugby à XV
- L'Aviron bayonnais est champion de France.

## Tennis
- Championnat des États-Unis :
  - l'Américain Joseph Hunt s'impose en simple hommes ;
  - l'Américaine Pauline Betz s'impose en simple femmes.

- 1er août : Yvon Petra bat Henri Cochet en quatre sets à la finale du Championnat de France de Tennis, tenu à Paris.

## Naissances
- 19 janvier : Bertie Reed, skipper sud-africain. († 18 décembre 2006).
- 26 janvier : César Gutiérrez, joueur de baseball vénézuélien. († 22 janvier 2005).
- 22 mars : Ria van Velsen, nageuse néerlandaise.
- 7 avril : Joaquim Agostinho, coureur cycliste portugais. († 10 mai 1984).
- 20 avril : Fleury Di Nallo, footballeur français
- 9 mai : Ove Grahn, footballeur suédois. († 11 juillet 2007).
- 16 mai : Ove Kindvall, footballeur suédois. († 5 août 2025).
- 31 mai :
  - Joe Namath, joueur américain de football U.S.
  - Daniel Robin, lutteur français († 23 mai 2018).
- 5 juillet : Pierre Villepreux, joueur de rugby à XV français
- 10 juillet : Arthur Ashe, joueur de tennis américain. († 6 février 1993).
- 17 août : Yukio Kasaya, sauteur à ski japonais, champion olympique sur petit tremplin aux Jeux olympiques d'hiver de 1972 à Sapporo (Japon).
- 30 août : Jean-Claude Killy, skieur alpin français
- 16 septembre : Alain Colas, skipper (voile) français. († 17 novembre 1978).
- 19 septembre : Joe Morgan, joueur américain de baseball
- 20 septembre : Masatochi Shinomaki, judoka japonais
- 5 octobre : Horst Queck, sauteur à ski allemand.
- 12 novembre : Björn Waldegård, pilote automobile (rallye) suédois.
- 20 novembre : Wilfried Kemmer, joueur puis entraîneur de football allemand. († 21 août 2007).
- 21 novembre : Jacques Laffite, pilote automobile français de Formule 1, ayant remporté six victoires en 176 Grands Prix disputés entre 1974 et 1986.
- 22 novembre : Billie Jean King, joueuse de tennis américaine.
- 21 décembre : Walter Spanghero, joueur de rugby à XV français.
- 24 décembre : Daniel Patrick Dineen, joueur de hockey sur glace canadien. († 1er avril 2006).

## Décès
- 4 février : Frank Calder ancien président de la Ligue nationale de hockey. (°17 novembre 1877)
- 4 mai : Géo André, athlète français et joueur de rugby à XV français. (° 13 août 1889).
- 18 juillet : Jean Alavoine, 55 ans, coureur cycliste français. (° 1er avril 1888).
- 21 juillet : Charles Paddock, athlète américain.
- 14 octobre : Jimmy Matthews, 59 ans, joueur de cricket australien. (° 3 avril 1884).